# Rubite
Rubite é um município da Espanha na província de Granada, comunidade autónoma da Andaluzia, de área 28,52 km² com população de 441 habitantes (2007) e densidade populacional de 17,25 hab/km².

## Demografia
| Variação demográfica do município entre 1991 e 2004 | Variação demográfica do município entre 1991 e 2004 | Variação demográfica do município entre 1991 e 2004 | Variação demográfica do município entre 1991 e 2004 |
| --------------------------------------------------- | --------------------------------------------------- | --------------------------------------------------- | --------------------------------------------------- |
| 1991                                                | 1996                                                | 2001                                                | 2004                                                |
| 436                                                 | 421                                                 | 440                                                 | 492                                                 |